# Chitradurga
Chitradurga (també Chitaldrug, Chitaldroog i Chitrakaldurga) (kannada: ಚಿತ್ರದುರ್ಗ) és una ciutat i municipi de Karnataka, capital del districte de Chitradurga. La seva població (cens del 2001) és de 122.594 habitants. Fou declarada municipalitat el 1870. A la rodalia (a l'oest) s'han trobat restes de l'antiga ciutat anomenada Chandravali.

## Història
Vegeu: Districte de Chitradurga